# Mukulika Banerjee
Mukulika Banerjee és una antropòloga britànica que treballa com a professora associada a la London School of Economics and Political Science (LSE), el seu camp d’interès es concentra en la cultura democràtica al sud d’Àsia, especialment a l'Índia i al Pakistan. És editora fundadora de la plataforma acadèmica Exploring the Political in South Asia (Routledge). Ha publicat Cultivating Democracy: Politics and citizenship in agrarian India (Oxford University Press, 2021), un estudi al llarg de quinze anys en una zona arrossera de Bengala Occidental que mostra com la vida comunitària en aquestes societats es basa en valors com la cooperació o la distribució, essencials per a la democràcia. En aquesta línia, a Why India Votes? (Routledge, 2014) examina les raons per les quals, malgrat les complexitats sociopolítiques d’aquest país, l'Índia s’ha convertit en la major democràcia electoral del món. En l’àmbit de la construcció d’identitats culturals, Banerjee ha explorat la resistència als canvis socials i les normes occidentals de la vestimenta tradicional a The Sari (amb Daniel Miller, Berg, 2003). També ha editat Muslim portraits. Everyday lives in India (Indiana University Press, 2008), un volum d’assaigs que s’endinsa en la quotidianitat dels musulmans a l’Índia moderna en un clima sociopolític hostil. És col·laboradora de mitjans com BBC Radio4.